# The Platinum's on the Wall
The platinum's on the wall é um álbum de vídeo do trio americano Destiny's Child, lançado em 2001. O álbum contém os videoclipes dos álbuns Destiny's Child e The Writing's on the Wall.

## Faixas
| N.º            | Título                                                                           | Duração |  |
| 1.             | "No, No, No Part 1"                                                              |         |  |
| 2.             | "No, No, No Part 2" (com Wyclef Jean)                                            |         |  |
| 3.             | "Bills, Bills, Bills"                                                            |         |  |
| 4.             | "Bug a Boo"                                                                      |         |  |
| 5.             | "Say My Name"                                                                    |         |  |
| 6.             | "Jumpin', Jumpin' (So So Def Remix)" (com Jermaine Dupri, Lil Bow Wow & Da Brat) |         |  |
| Duração total: | Duração total:                                                                   | 25:00   |  |

| Faixa bônus |                                                     |         |  |
| N.º         | Título                                              | Duração |  |
| 7.          | "Independent Women Part 1" (Live at The BRITs 2001) |         |  |

## Prêmios
| Ano  | Cerimônia              | Categoria                                          | Resultado |
| ---- | ---------------------- | -------------------------------------------------- | --------- |
| 2006 | Japan Gold Disc Awards | International Music Video Of The Year (short-form) | Venceu    |